# 瓦伊利艾區

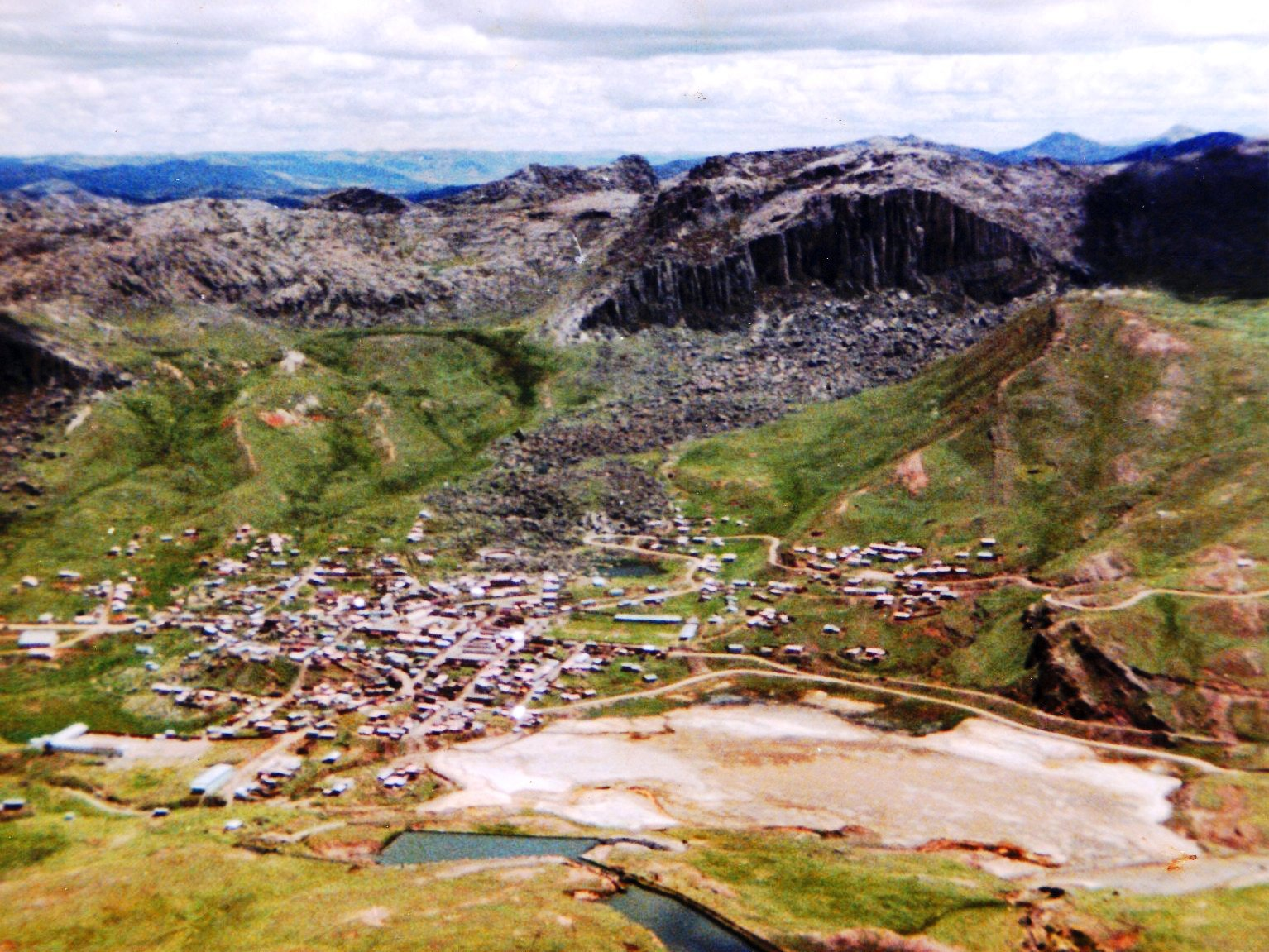

瓦伊利艾區（西班牙語：Distrito de Huayllay），是秘魯的一個區，位於該國中部帕斯科大區的帕斯科省，面積1,026.87平方公里，海拔高度4,310米，2005年人口9,592，人口密度每平方公里9.3人。